# Barbakan (Warschau)

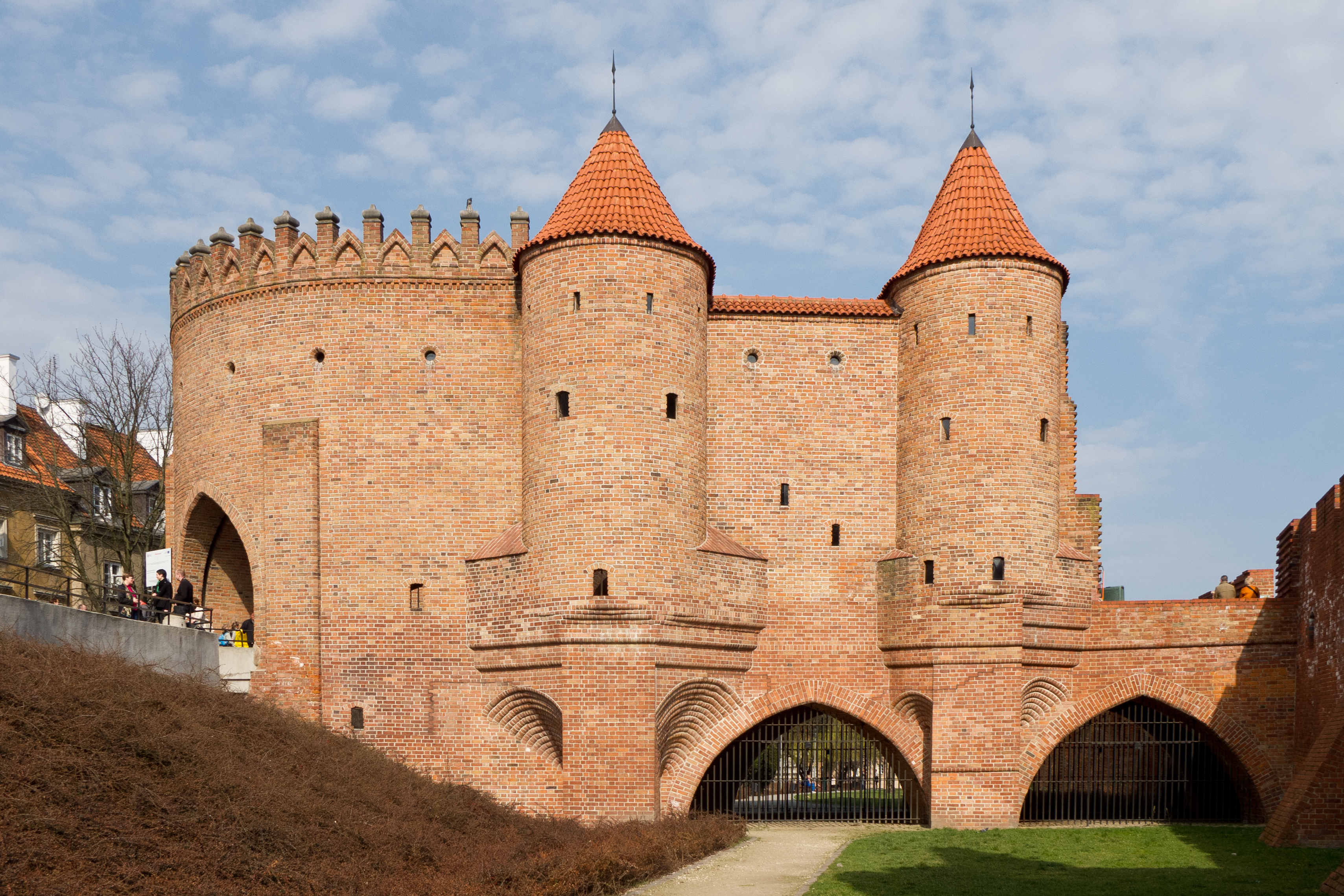
Vom Stadtgraben

Der Barbakan in Warschau ist ein der mittelalterlichen Stadtmauer am Nordrand der Warschauer Altstadt vorgelagertes Verteidigungswerk. Es wurde bis 1548 von Giovanni Battista aus Backstein errichtet.

## Beschreibung
Der hiesige Barbakan ist ein halbkreisförmig angelegter, zweistöckiger und zum Teil mit Zinnen bekrönter Backsteinbau, wie er in ähnlicher Form und Funktion in mehreren Altstädten, Burganlagen oder anderen Befestigungswerken zu finden ist (z. B. Krakau, Rothenburg ob der Tauber, Nürnberg oder an der Marienburg in Malbork). In Warschau war dieses Renaissance-Bauwerk ein Vorbau des Neustädter Tors innerhalb der Stadtmauer der Warschauer Altstadt. Allerdings war das Bauwerk eingedenk der Entwicklung der Artilleriewaffen bereits zum Zeitpunkt seiner Errichtung nicht mehr zeitgemäß. Tatsächlich wurde der Barbakan auch nur ein einziges Mal im Polnisch-Schwedischen Krieg 1656 belagert. Im 19. Jahrhundert wurde er weitgehend abgetragen und erst in den 1930er Jahren rekonstruiert. Während der Belagerung Warschaus (1939) sowie in der Folge des Warschauer Aufstands (1944) zusammen mit der Warschauer Altstadt von Truppen er deutschen Wehrmacht erneut zerstört, wurde er in den 1950er Jahren von Wacław Podlewski und unter Verwendung von Ziegel gotischer Häuser, die in Breslau und Neiße abgerissen worden waren, wieder aufgebaut. 

Anlässlich des 300. Jahrestags der Belagerung von 1656 im Rahmen des Polnisch-Schwedischen Kriegs wurde am Barbakan eine Gedenktafel angebracht. Heute wird in dem Bauwerk eine vom Warschauer Museum kuratierte Ausstellung zu den Verteidigungsmauern der Warschauer Altstadt gezeigt. Überdies markiert der Barbakan den Übergang von der Altstadt (Stare Miasto) in die historische Neustadt (Nowe Miasto). 